# 상암초등학교 신덕분교
상암초등학교 신덕분교는 전라남도 여수시 신덕2길 60-1(신덕동 6)에 있었던 초등학교이다.

## 연혁
- 1968년 7월 31일 설립인가
- 1969년 9월 12일 상암초등학교 신덕분교장으로 개교
- 1975년 3월 1일 신덕국민학교로 승격
- 1995년 9월 1일 상암국민학교 신덕분교 격하
- 2009년 3월 1일 40년만에 폐교